# Beto Fuscão
Rigoberto Costa, mais conhecido como "Beto Fuscão" (Florianópolis, 13 de abril de 1950 — Florianópolis, 6 de dezembro de 2022), foi um futebolista brasileiro que atuava como zagueiro. 
Beto ganhou o apelido de "Fuscão" por causa da semelhança de seu traseiro com os para-choques do Fusca.

## Carreira
Começou no Figueirense, onde atuou entre 1968 e 1971 em 76 jogos.
Depois passou pelo América (SC), mas foi no Grêmio que fez sucesso como zagueiro central pela esquerda, o chamado "quarto-zagueiro", com a camisa 4.
Jogou no Tricolor Gaúcho na primeira metade dos anos setenta, um período de derrotas e insucessos, já que o Internacional, rival gremista, formou uma das maiores equipes de sua história. Mesmo assim, foi eleito para a seleção da Bola de Prata em 1976, ganhou o Campeonato Gaúcho de 1977 e teve algumas convocações para a Seleção Brasileira. 
Fuscão atuou pelo Palmeiras entre 1977 e 1980, estreando numa vitória contra o Santos em 2 de abril e despedindo-se num empate contra o Marília em 26 de outubro de 1980. Fez um total de 207 jogos e 2 gols. Foi campeão da Copa Kirin em 1978 após um empate com o Borussia Mönchengladbach.
Na década de 1980, jogou pelo Araçatuba, Uberaba e Tiradentes, sendo Campeão Brasiliense neste último.

### Seleção Brasileira
Entre os anos de 1976 e 1977, participou de 15 jogos oficiais pela Seleção Brasileira, ganhando a Taça Oswaldo Cruz de 1976, ao participar da final contra o Paraguai em 9 de junho, e o Torneio do Bicentenário dos Estados Unidos de 1976.
Em 6 de outubro de 1976, disputou - ao lado de nomes como Carlos Alberto Torres, Marinho Peres, Clodoaldo, Rivelino, Jairzinho, Paulo César Cajú e Pelé - um amistoso contra o Flamengo em 6 de outubro de 1976, valendo a Taça Geraldo Cleofas Dias Alves.

## Morte
Fuscão morreu em 6 de dezembro de 2022 em Florianópolis, aos 72 anos de idade, por complicações de um câncer de estômago.